# Economia das Bahamas
A economia das Bahamas depende do turismo e da banco offshore. As Bahamas são o país mais rico das Índias Ocidentais e estão classificadas em 14º lugar na América do Norte em termos de PIB nominal. É uma nação estável e em desenvolvimento no Arquipélago das Lucaias, com uma população de 391.232 (2016). O crescimento constante nas receitas do turismo e o boom na construção de novos hotéis, resorts e residências levaram a um sólido crescimento do PIB por muitos anos. A desaceleração na Economia dos Estados Unidos e os Atentados de 11 de setembro retardaram o crescimento desses setores de 2001 a 2003.
Os serviços financeiros constituem o segundo setor mais importante da economia das Bahamas, representando cerca de 15% do PIB. No entanto, desde dezembro de 2000, quando o governo implementou novas regulamentações no setor financeiro, muitas empresas internacionais deixaram as Bahamas. A manufatura e a agricultura juntas contribuem com aproximadamente 10% do PIB e apresentam pouco crescimento, apesar dos incentivos governamentais para esses setores. As perspectivas de crescimento geral no curto prazo dependem fortemente das perspectivas do setor de turismo, que depende do crescimento nos Estados Unidos, origem de mais de 80% dos visitantes. Além do turismo e da banca, o governo apoia o desenvolvimento de um "2º pilar", o comércio eletrônico.

## Características da economia das Bahamas
A economia das Bahamas é quase totalmente dependente do turismo e dos serviços financeiros para gerar receitas de câmbio estrangeiro. O Produto Interno Bruto (PIB) das Bahamas é de aproximadamente US$ 5,7 bilhões, com o turismo representando 50%, os serviços financeiros cerca de 20% e o restante dividido entre o comércio varejista e atacadista, pesca, manufatura leve e agricultura. A União Europeia lista as Bahamas como uma das várias "jurisdições não cooperativas" do Caribe, pois não atende aos critérios de justiça fiscal e transparência.

### Turismo
O turismo sozinho representa cerca de 51% do produto interno bruto (PIB) e emprega cerca de metade da força de trabalho das Bahamas. Em 2016, mais de 3 milhões de turistas visitaram as Bahamas, a maioria dos quais provenientes dos Estados Unidos e Canadá.
Uma grande contribuição para o recente crescimento da economia das Bahamas foi o Atlantis Resort e Casino da Kerzner International, que assumiu o antigo Paradise Island Resort e deu um impulso muito necessário à economia. Além disso, a abertura do Breezes Super Club e do Sandals Resort também ajudou nessa recuperação. O governo das Bahamas também adotou uma abordagem proativa para atrair investidores estrangeiros e realizou grandes missões de investimento para o Extremo Oriente, Europa, América Latina e Canadá. O objetivo principal das viagens foi restaurar a reputação das Bahamas nesses mercados.

### Serviços financeiros offshore
Os serviços financeiros constituem o segundo setor mais importante da economia das Bahamas, representando até 17% do PIB, devido ao status do país como um centro financeiro offshore. Em dezembro de 1998, 418 bancos e empresas fiduciárias foram licenciados nas Bahamas. As Bahamas promulgaram a Lei de Empresas Comerciais Internacionais (IBC) em janeiro de 1990 para melhorar o status do país como um centro financeiro de destaque. A lei simplificou e reduziu o custo de incorporação de empresas offshore nas Bahamas. Em 9 anos, mais de 100.000 empresas do tipo IBC foram estabelecidas. Em fevereiro de 1991, o governo também legalizou a criação de Trusts de Proteção de Ativos nas Bahamas. Em dezembro de 2000, em parte como uma resposta à inclusão nas listas plenárias da Lista negra do GAFI, o governo promulgou um pacote legislativo para regulamentar melhor o setor financeiro, incluindo a criação de uma Unidade de Inteligência Financeira e a aplicação das regras de "Know Your Customer". Outras iniciativas incluem a promulgação da Lei de Fundações em 2004 e a introdução planejada de legislação para regulamentar Empresas Fiduciárias Privadas. Depois de ser removida da lista negra, em dezembro de 2020, as Bahamas também foram retiradas da lista cinza do GAFI.

### Agricultura
A agricultura e a indústria pesqueira juntas representam 5% do PIB. As Bahamas exportam lagostas e alguns peixes, mas não criam esses itens comercialmente. Não há agricultura em grande escala, e a maioria dos produtos agrícolas é consumida internamente. As Bahamas importam mais de US$ 250 milhões em alimentos por ano, representando cerca de 80% do seu consumo alimentar. O governo visa expandir a produção de alimentos para reduzir as importações e gerar câmbio. Ele busca ativamente investimentos estrangeiros voltados para aumentar as exportações agrícolas, especialmente itens alimentícios especiais. O governo lista oficialmente a produção e processamento de carne bovina e suína, frutas e nozes, produção de laticínios, vegetais de inverno e maricultura (cultura de camarões) como as áreas em que deseja incentivar o investimento estrangeiro.

### Comércio
O Governo das Bahamas mantém o valor do dólar bahamense em paridade com o dólar dos EUA. As Bahamas são beneficiárias do Caribbean Basin Trade Partnership Act (CBTPA) dos EUA, do programa CARIBCAN do Canadá e do Acordo Lomé IV da União Europeia. Embora as Bahamas participem dos aspectos políticos da Comunidade do Caribe (CARICOM), o país não entrou em iniciativas econômicas conjuntas com outros estados caribenhos.

### Indústria
As Bahamas possuem algumas empresas industriais notáveis: a farmacêutica de Freeport, PharmaChem Technologies (GrandBahama) Ltd. (anteriormente Syntex); a instalação de petróleo BORCO, também em Freeport, que transborda petróleo na região; a Commonwealth Brewery em Nassau, que produz as cervejas Heineken, Guinness e Kalik; e a Bacardi Corp., que destila rum em Nassau para envio aos mercados dos EUA e da Europa. Outras indústrias incluem sal marinho solarizado em Great Inagua, uma instalação de doca úmida em Freeport para reparação de navios de cruzeiro, e a mineração de aragonita—um tipo de calcário com várias aplicações industriais—do fundo do mar em Ocean Cay. Outros participantes menores, mas mais ágeis, na indústria bancária incluem o Fidelity Bank (Bahamas) Ltd. (FBB) e o Royal Fidelity Merchant Bank & Trust Limited (RFMBT). O FBB oferece uma ampla gama de produtos bancários inovadores, incluindo produtos de empréstimo com planos de poupança incorporados. O RFMBT é o único banco de investimentos nas Bahamas e é uma joint venture com o Royal Bank of Canada. Ele fornece produtos e serviços de investimento e atrai a maioria dos negócios corporativos nas Bahamas, atuando recentemente como consultor financeiro e agente de colocação da maior oferta pública inicial (IPO) já realizada nas Bahamas, com o IPO da Commonwealth Brewery, uma subsidiária da Heineken.
O Acordo Hawksbill Creek estabeleceu uma zona de isenção de impostos em Freeport, a segunda maior cidade das Bahamas, com um parque industrial próximo para incentivar o investimento industrial estrangeiro. A empresa com sede em Hong Kong, Hutchison Whampoa, abriu um porto de contêineres em Freeport. O Parlamento das Bahamas aprovou uma legislação em 1993 que estendeu a maioria das isenções fiscais e de impostos de Freeport até 2054.

## Tributação
As Bahamas não têm imposto de renda, imposto corporativo, imposto sobre ganhos de capital ou imposto sobre a riqueza. Os impostos sobre a folha de pagamento financiam os benefícios de seguro social e totalizam 3,9% pagos pelo empregado e 5,9% pagos pelo empregador. Em 2010, a receita tributária total foi de 17,2% do PIB. Um imposto sobre valor agregado (IVA) de 7,5% foi introduzido em 1º de janeiro de 2015. Em seguida, aumentou de 7,5% para 12%, com efeito a partir de 1º de julho de 2018.

## Estatísticas
A tabela a seguir mostra os principais indicadores econômicos de 1980 a 2017.
| Ano  | PIB (em bilhões de US$ PPP) | PIB per capita (em US$ PPP) | PIB (em bilhões de US$ nominais) | Crescimento do PIB (real) | Inflação (em Percentual) | Taxa de Desemprego (em Percentual) | Dívida pública (Percentual do PIB) |
| ---- | --------------------------- | --------------------------- | -------------------------------- | ------------------------- | ------------------------ | ---------------------------------- | ---------------------------------- |
| 1980 | 2,51                        | 11.877                      | 2,60                             | 7,1 %                     | 12,2 %                   | ...                                | ...                                |
| 1985 | 3,81                        | 16.296                      | 3,92                             | 4,1 %                     | 4,6 %                    | ...                                | ...                                |
| 1990 | 4,99                        | 19.575                      | 5,22                             | 1,1 %                     | 4,6 %                    | 12,0 %                             | 13 %                               |
| 1995 | 5,61                        | 20.103                      | 5,65                             | 4,4 %                     | 2,0 %                    | 10,9 %                             | 21 %                               |
| 2000 | 7,79                        | 25.722                      | 8,08                             | 5,0 %                     | 1,7 %                    | 7,0 %                              | 19 %                               |
| 2005 | 9,50                        | 29.231                      | 9,84                             | 3,4 %                     | 1,8 %                    | 10,2 %                             | 23 %                               |
| 2006 | 10,03                       | 30.512                      | 10,17                            | 2,5 %                     | 2,0 %                    | 7,6 %                              | 23 %                               |
| 2007 | 10,45                       | 31.398                      | 10,62                            | 1,4 %                     | 2,4 %                    | 7,9 %                              | 23 %                               |
| 2008 | 10,41                       | 30.906                      | 10,53                            | −2,3 %                    | 4,4 %                    | 8,7 %                              | 25 %                               |
| 2009 | 10,05                       | 29.501                      | 9,98                             | −4,2 %                    | 1,7 %                    | 14,2 %                             | 30 %                               |
| 2010 | 10,33                       | 29.986                      | 10,10                            | 1,5 %                     | 1,6 %                    | 15,1 %                             | 34 %                               |
| 2011 | 10,61                       | 30.452                      | 10,07                            | 0,6 %                     | 3,1 %                    | 15,9 %                             | 35 %                               |
| 2012 | 11,14                       | 31.618                      | 10,72                            | 3,1 %                     | 1,9 %                    | 14,4 %                             | 38 %                               |
| 2013 | 11,25                       | 31.593                      | 10,40                            | −0,6 %                    | 0,4 %                    | 15,8 %                             | 44 %                               |
| 2014 | 11,31                       | 31.410                      | 11,00                            | −1,2 %                    | 1,2 %                    | 14,6 %                             | 48 %                               |
| 2015 | 11,09                       | 30.435                      | 11,67                            | −3,1 %                    | 1,9 %                    | 13,4 %                             | 51 %                               |
| 2016 | 11,25                       | 30.534                      | 11,75                            | 0,2 %                     | −0,3 %                   | 12,2 %                             | 53 %                               |
| 2017 | 11,60                       | 31.139                      | 12,25                            | 1,3 %                     | 1,4 %                    | 10,1 %                             | 57 %                               |

- Renda ou consumo das famílias por participação percentual—maior 10%: 27% (2000)
- Agricultura - produtos—cítricos, vegetais, aves
- Eletricidade - produção—2.505 GWh (estimativa de 2007) - Posição 133
- Eletricidade - consumo—1.793 GWh (2007) - Posição 133
- Petróleo - consumo—26 830 US-gl (4 270 m³) (estimativa de 2006) - Posição 115
- Petróleo - exportações—transbordo de 29 000 US-gl (4 610 m³) (2003)
- Taxa de câmbio—o dólar bahamense está atrelado ao dólar dos EUA em uma base de um para um

As Bahamas possuem a 47ª economia mais livre do mundo, de acordo com o Índice de Liberdade Econômica da Heritage Foundation de 2010. O país está classificado em 7º lugar entre 29 países da região da América Central e Caribe, e sua pontuação geral é superior à média regional e mundial. O gasto total do governo, incluindo consumo e transferências, é relativamente baixo. No ano mais recente, os gastos do governo representaram 23,4% do PIB.